# Wiard Raveling
Pour les articles homonymes, voir Raveling.
Wiard Raveling, né le 22 septembre 1939 à Emden (Frise orientale), est un pédagogue, auteur, essayiste et animateur de radio allemand principalement connu comme étant le premier Allemand à avoir, en 1980, établi un contact avec le philosophe français Vladimir Jankélévitch après la Shoah. Il a travaillé comme professeur au lycée de Westerstede et au lycée du soir (Abend gymnasium) d'Oldenburg et écrit des pièces et des reportages radiophoniques pour diverses stations de radio ainsi que des essais pour des journaux et des magazines.

## Biographie

### Le thème du pardon des Juifs après la Shoah
Au cœur du travail de Raveling se trouve la question de savoir si et comment la réconciliation du peuple juif avec les Allemands était possible après l'horreur « irrévocable » de l'Holocauste. En 1980, il rédige une lettre au philosophe moraliste juif Vladimir Jankélévitch en réponse à la prise de position de ce dernier contre la prescription du crime de collaboration et à son refus du pardon. Il s'ensuit une correspondance entre les deux hommes et finalement une rencontre à Paris au domicile de Jankélévitch. Cette correspondance est également utilisée par Jacques Derrida pour aborder le thème du pardon. Fabien Lévy len tire une œuvre pour ensemble vocal et instrumental intitulée Après tout et interprétée lors des célébrations du 50e anniversaire du traité de l'Élysée

### Les blagues de Frisons orientaux
Wiard Raveling, lui-même frison oriental et professeur de lycée à Westerstede, Ammerland, a observé comment les blagues de Frisons orientaux (Ostfriesenwitze) (de) ont vu le jour dans le journal scolaire Der Trompeter. Il est l'auteur d'un ouvrage, L'histoire des blagues en Frise orientale (Die Geschichte der Ostfriesenwitze), souvent cité.

## Travaux

### Publications
- La langue anglaise, IFB Verlag Deutsche Sprach GmbH 2019,  (ISBN 978-3-942409-83-4) (allemand)
- Édimbourg - Sur la prononciation correcte des noms étrangers, Voice News, n° 75 (III/2017), p. 12 [10]
- Edgar Allan Poe, l'inventeur du roman policier, Courage, mai 2017
- (de) « Der „schwarze Ostfriese“ und das Saterfriesische », Quickborn Zeitschrift für plattdeutsche Sprache und Literatur, vol. 107, no 2,‎ 2017, p. 30-44[N 1]
- Mélancolique, colérique, sanguin, flegmatique et le sophisme étymologique, Messages vocaux, n° 64 (IV/2014), p 18 [11]
- La réconciliation est-elle possible ? : ma rencontre avec Vladimir Jankélévitch, préface de Georges-Arthur Goldschmidt, Isensee 2014,  (ISBN 978-3-7308-1095-8) (allemand/français)
- Barack Obama et l'histoire des Noirs en Amérique, Courage, janvier 2009
- Créativité dirigée, Pratique de l'enseignement des langues étrangères, 6/2005, pp. 26–32 [12]
- « ça » ou « quoi » ? , Messages vocaux, n° 24 (III/2004), p. 17 [13]
- Lettre d'Alistair Cooke d'Amérique, Courage, janvier 2004, pp. 24-39
- The Unsolicited, Courage, octobre 2002, pp. 60-75
- Travail journalistique dans les classes d'anglais du deuxième cycle du secondaire, Pratique de l'enseignement des langues vivantes, 49 (2002) 4, pp. 382-386 [14]
- Le phénomène Harry Potter, Courage, juillet 2001, pp. 68-87
- Dinner for One, un phénomène allemand, Mut, décembre 2000, pp. 84-92
- Anglais, Anglais pour tout, Courage, septembre 1999, pp. 6-21
- À propos de Vladimir Jankélévitch, SINN AND FORM, 3/1997, pp. 328-338 [15]
- Le Bungo Bucolique De casu moro : blgasu, blgasu, blgasu : avant-garde intra-africaine au centre de la linguistique transeuropéenne, Libelle 1996,  (ISBN 978-3-909081-79-0) (allemand)
- Lettres pour un pardon, Le Magazine Littéraire, n° 333, juin 1995, pp. 51-58
- L'histoire des blagues de la Frise orientale, Schuster 1993,  (ISBN 978-3-7963-0295-4) (allemand)

- Citations drôles, Reclam 2013,  (ISBN 978-3-15-019879-7) (anglais)
- Limericks, Reclam 1999,  (ISBN 978-3-15-009060-2) (anglais)

## Pièces radiophoniques et reportages radiophoniques de Wiard Raveling
- Une histoire très sombre, pièce radiophonique policière (auteur) [16]
- Slash un et deux, pièce radiophonique (auteur) [17]
- Le lexicographe du diable - Une longue nuit sur Ambrose Bierce, reportage radio (auteur) [18]
- Transgressed, pièce radiophonique (auteur) [19]
- Decouvrage, pièce radiophonique (auteur) [20]
- Tu étais complètement merveilleux, pièce radiophonique (mot édité) [21]
- Sea Fever, pièce radiophonique (adaptation de mots) [22]